# Notiomaso
Notiomaso là một chi nhện trong họ Linyphiidae.